# Association citoyenne intercommunale des populations concernées par le projet d'aéroport de Notre-Dame-des-Landes
L'Association citoyenne intercommunale des populations concernées par le projet d'aéroport de Notre-Dame-des-Landes (ACIPA) est une association loi de 1901, qui a été créée en 2000, dans le but de lutter contre le projet d'aéroport du Grand Ouest. Elle a été dissoute le 1er juillet 2018.

## Histoire
Un collectif de neuf personnes, résidentes des communes voisines du projet d'aéroport du Grand Ouest, a initié cette association afin de promouvoir, dès 2000, leur opposition à ce projet controversé depuis 1972,,.
C'est une association laïque, indépendante de tout parti politique, groupement confessionnel et organisation syndicale.
Invité par la préfète de la région Pays de la Loire Nicole Klein à prendre part, le 19 mars 2018, à la première réunion du comité de pilotage destiné définir les principes d’une gestion transitoire des terres de la ZAD, après l'abandon du projet d'aéroport, l'ACIPA a annoncé qu'elle n'y participerait pas, même si elle prétend ne pas être opposée au dialogue.
Considérant que le but unique de l'abandon du projet d'aéroport qui avait présidée à sa création avait été atteint, l'association prononce sa dissolution lors d'une assemblée générale le 1er juillet 2018.

## Composition et structure
En plus de son bureau et de son conseil d'administration composés de dix-huit membres, l'association comprend cinq commissions :
- logistique et actions ;
- adhésions et finances ;
- études et juridique ;
- information et communication ;
- coordination.

L'ACIPA a aussi ouvert de nombreuses sections locales, dans chacune des communes affectées par le projet, et a généré plusieurs comités de soutien[évasif], installés dans des villes moins proches de la région, comme Redon, Rennes, Vannes[réf. souhaitée], voire ailleurs en France : Alençon, Barbezieux-Saint-Hilaire, Bourges.

## But
Le but avoué est de décider le pouvoir politique en place à abandonner définitivement la construction de ce complexe aéroportuaire en agissant de façon à sauvegarder les intérêts environnementaux et l'harmonie territoriale par son aménagement.
Ce but passe par divers modes de communication qui sont relayés par de nombreux sites internet : grève de la faim, lieux de résistance, « Camp Action Climat », communiqués de presse, tracts et banderoles, site, manifestations, barrages routiers, éditions limitées de bières en bouteille…

### Sources
(décembre 2016).
- « Projet d'aéroport à Notre-Dame-des-Landes », sur www.franceculture.fr, France Culture, 27 octobre 2012 (consulté le 7 février 2012) [radio]
- « Julien Durand, La mémoire de la lutte », Le Monde,‎ 18 novembre 2012 (ISSN 0395-2037, lire en ligne)
- « Notre-Dame-des-Landes : l'État prêt à stopper les opérations de gendarmerie », Le Monde,‎ 26 novembre 2012 (ISSN 0395-2037, lire en ligne)
- Sylvain Mouillard, « Julien Durand, quarante ans de lutte de Notre-Dame-des-Landes », Libération,‎ 4 décembre 2012 (ISSN 0335-1793, lire en ligne)
- Susan George et Aurélie Trouvé, « Notre-Dame-des-Landes, un creuset pour les mouvements citoyens », Le Monde,‎ 6 décembre 2012 (ISSN 0395-2037, lire en ligne)
- « Notre-Dame-des-Landes, fracture française -  Chronologie », Le Monde,‎ 7 décembre 2012 (ISSN 0395-2037, lire en ligne)
- Franck Berteau, « Notre-Dame-des-Landes bientôt mise en bière ? », Le Monde,‎ 15 décembre 2012 (ISSN 0395-2037, lire en ligne)
- Angela Bolis, « Notre-Dame-des-Landes : la convergence des luttes », Le Monde,‎ 18 décembre 2012 (ISSN 0395-2037, lire en ligne)
- Sylvain Mouillard, « Le projet d'aéroport à Notre-Dame-des-Landes en 21 dates », Libération,‎ 26 décembre 2012 (ISSN 0335-1793, lire en ligne)